# 마님이 된 하녀

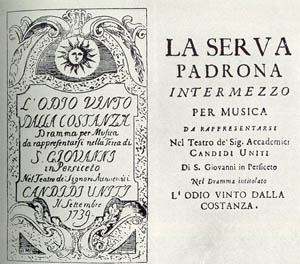

마님이 된 하녀(이탈리아어: La serva padrona)는 조반니 바티스타 페르골레시가 작곡한 단막의 오페라 부파이다. 자코포 안젤로 넬리의 희곡을 기초로 젠나로 안토니오 페데리코가 이탈리아어 대본을 작성하였다.

## 작품 배경
이 작품은 원래 페르골레시의 오페라 세리아, 《자랑스러운 죄수》(Il prigioniero superbo)의 일부이다. 이 작품은 1733년 9월 5일 나폴리의 산 바르톨로메오 극장에서 초연되었다. 그 당시, 나폴리에서 지진이 발생하자, 모든 무대 공연이 금지되었으나, 합스부르크의 황후의 생일을 축하하기 위해, 지진 이후의 첫 번째로 상연된 오페라가 되었다.
“자랑스런 죄수”는 그 당시 실패하였고, 오늘날의 오페라 레파토리에서 상연 목록으로 인식되지 않는다. 결국 막간극인 “마님이 된 하녀”만이 나머지 부분과 분리되었다. “마님이 된 하녀”는 초연 이후, 오랜 시간 동안 유럽에서 유명세를 누렸다. 이 간주곡의 중요성은 오페라 역사에서 간과할 수 없다. 이 작품은 약삭빠른 하녀와 그녀의 나이든 주인처럼 관객들에게 일상적으로 친숙한 등장인물들의 연출로 특히 사랑을 받았다. 마님이 된 하녀는 자주 바로크 시대와 고전주의 시대 사이의 틈을 잇는 중요한 작품으로 평가된다.
줄거리는 우베르토 판돌페가 자신의 하녀인 세르피나와 결혼하길 원하는지 아니면, 단순히 그녀를 동정하는지 확실치 않다. 시험삼아 세르피나는 베스포네로 변장하고, 우베르토의 집사는 그녀가 결혼하려는 병사로 분한다. 이 역할은 베이스와 소프라노, 그리고 묵음의 배우가 각기 맡는다.
이 작품이 파리에서 상연된 후, 부퐁 논쟁을 불러 일으켰다.

## 등장인물
- 우베르토 - 부유한 독신 노인, 베이스
- 세르피나 - 그의 쾌활한 하녀, 소프라노
- 베스포네 - 그의 벙어리 하인, 벙어리 역

## 줄거리
- 18세기 나폴리

### 1막
- 1장: 우베르토의 방

우베르토는 밖에 나갈 준비를 하면서 그가 아침 식사인 핫초콜렛을 갖다주길 기다린다고 불평을 터트린다. 그의 비난은 세르피나가 별 미안한 기색이 없는 것에 정점에 다다른다. 그는 집사인 베스포네를 보내 자신에게 적당한 아내감을 찾아보도록 한다. 세르피나는 자신이 그 자격에 합당하다고 주장하지만, 우베르토는 그녀를 내보낼 것에 기뻐한다.
- 2장: 같은 장소

세르피나는 폭군저인 육군 관리와의 다가올 결혼에 대한 설명을 하며, 우베르토의 동정을 얻기 위해 노력한다. 그 병사는 실은 베스포네로, 세르피나에게 뇌물을 받고 변장하였다. 우베르토는 장군의 집으로 유인되어, 그 자신이 세르피나와 결혼하게 된다.

## 유명한 아리아
- 늘 불화라네 Sempre in contrasti (베이스)
- 세르피나를 생각해줘요 A Serpina penserete (소프라노)

## 같이 보기
- 부퐁 논쟁